# Nasinu F.C.
Nasinu F.C. là một câu lạc bộ bóng đá Fiji thi đấu ở giải hạng nhì của Hiệp hội bóng đá Fiji. Đội bóng đến từ Nasinu, nằm ở phía Đông của đảo chính Viti Levu, giữa thị trấn Nausori và thành phố Suva. Sân nhà của đội bóng là Rishikul College Grounds. Trang phục của họ bao gồm áo xanh, quần màu rượu nho và tất xanh. Đội bóng thua trước Savusavu F.C trong trận tranh lên xuống hạng năm 2010

## Lịch sử
Nasinu F.C. được thành lập năm 1976, cùng với sự thành lập của Hiệp hội bóng đá Nasinu, để chăm sóc cho dân số đang mở rộng của vùng Nasinu. Chủ tịch đầu tiên của hiệp hội là Subhas Maharaj. Đội bóng bắt đầu từ giải hạng nhì nhưng nhanh chóng lên thi đấu ở giải hạng nhất, và thi đấu xuất sắc.

## Thành tích
- League Championship (cho các Quận):

Vô địch: 0
Á quân: 0
- Giải bóng đá vô địch liên quận:

Vô địch:  1990
Á quân:  1988, 1993, 1996
- Battle of the Giants:

Vô địch: 0
Á quân:  1989, 1991
- Fiji Football Association Cup Tournament:

Vô địch: 0
Á quân:  2002

## Tiểu sử
- M. Prasad, Sixty Years of Soccer in Fiji 1938 – 1998: The Official History of the Fiji Football Association, Fiji Football Association, Suva, 1998.